# Камбрий етаж 5
| Период    | Серия         | Етаж        | млн. год.   |
| --------- | ------------- | ----------- | ----------- |
| Ордовик   | Долен ордовик | Тремадокий  | младши      |
| Камбрий   | Фуронгий      | Етаж 10     | 489,5–485,4 |
| Камбрий   | Фуронгий      | Джиангшаний | 494–489,5   |
| Камбрий   | Фуронгий      | Пейбий      | 497–494     |
| Камбрий   | Серия 3       | Гужангий    | 500,5–497   |
| Камбрий   | Серия 3       | Друмий      | 504,5–500,5 |
| Камбрий   | Серия 3       | Етаж 5      | 509–504,5   |
| Камбрий   | Серия 2       | Етаж 4      | 514–509     |
| Камбрий   | Серия 2       | Етаж 3      | 521–514     |
| Камбрий   | Терановий     | Етаж 2      | 529–521     |
| Камбрий   | Терановий     | Фортуний    | 541–529     |
| Едиакарий | Едиакарий     | Едиакарий   | старши      |

Камбрий етаж 5 е първият етап на 3-та серия на камбрий (или среден камбрий). Долната граница не е официално определена от ICS (Международна комисия по стратиграфия) все още. Най-вероятната дефиниция е първата поява на трилобит от видовете Oryctocephalus indicus или Ovatoryctocara granulata, което се предполага, че се е случило преди около 509 млн. години. Края на етапж камбрий 5 и началото на друмий етап е белязан от първата поява на трилобита Ptychagnostus atavus преди около 504,5 милиона години.
Два хоризонта се обсъждат като GSSP кандидати: Wuliu Zengjiayan близо до Balang в провинция Гуейджоу (Китай) и хоризонта на Сплит планина в Невада (САЩ). Първият кандидат за началото на етаж 5 е Oryctocephalus indicus, втори кандидат е Ovatoryctocara granulata.
Международната комисия по стратиграфия не е дала официално име на 5-ия етаж на камбрий. Вероятен кандидат за име е „Молодий“, кръстен на река Молодо в Булунска област, Якутия, Русия.